# 杜哈尼夫卡
51°19′0″N 33°37′1″E / 51.31667°N 33.61694°E
杜哈尼夫卡（烏克蘭語：Духанівка）是位於烏克蘭東北部的村莊，由蘇梅州科諾托普區的博切奇基市鎮負責管轄。該村海拔高度129米，2001年人口880，該村落96.5%居民是烏克蘭人。